# 루이지 비앙키
루이지 비앙키(이탈리아어: Luigi Bianchi, 1856–1928)는 이탈리아의 수학자다. 19세기 말에 번성하였던 이탈리아 대수기하학파(Italian school of algebraic geometry)의 주요 구성원이었다. 오늘날 미분기하학에서 중요한 역할을 하는 비앙키 항등식을 발견하였다.

## 생애
1856년 1월 18일 파르마에서 태어났다. 동시대의 기하학자인 그레고리오 리치쿠르바스트로와 친구였으며, 리치쿠르바스트로와 같이 피사 스쿠올라 노르말레 수페리오레에서 엔리코 베티 아래 공부하였다.
비앙키는 1896년 스쿠올라 노르말레 수페리오레의 교수가 되었으며, 여기서 나머지 생애를 보냈다. 1898년에는 리만 다양체의 등거리변환군들을 9가지 종류로 분류한 비앙키 분류를 발표하였다. 이는 훗날 일반 상대성 이론에서 중요한 역할을 하게 된다. 1902년에는 리만 곡률 텐서의 비앙키 항등식을 발견하였다. 이 또한 일반 상대성 이론에서 매우 중요한 역할을 한다.
1928년 6월 6일 피사에서 사망하였다.

## 참고 문헌
- Hilton, H. (1929). “Luigi Bianchi”. 《Journal of the London Mathematical Society》 (영어) 4: 79–80. doi:10.1112/jlms/s1-4.1.79.